# Ялгимяэ
Я́лгимяэ (эст. Jälgimäe) — деревня в волости Саку уезда Харьюмаа, Эстония. Старейшина деревни—  Кади Арник (Kadi Arnik)

## География и описание
Расположена в северной части Эстонии, в 4 км к югу от Таллина. На севере граничит с деревней Тянассилма, на западе — с Ванамыйза, на юге — с Сауэ и Юкснурме, на востоке — с Юулику.
Климат умеренный. Высота над уровнем моря — 38 метров. Официальный язык — эстонский. Почтовый индекс — 75512.

## Население
По данным переписи населения 2021 года, в Ялгимяэ насчитывалось 310 жителей, из них 288 (93,2 %) — эстонцы.
По состоянию на 1 января 2018 года в Ялгимяэ было зарегистрировано 278 жителей.
По данным переписи населения 2011 года, в деревне проживали 289 человек, из них 273 (94,5 %) — эстонцы.
Численность населения деревни Ялгимяэ:
| Год  | 1959 | 1970  | 1979  | 1989  | 2000  | 2011  | 2018  | 2021  |
| ---- | ---- | ----- | ----- | ----- | ----- | ----- | ----- | ----- |
| Чел. | 191  | ↗ 206 | ↘ 183 | ↘ 167 | ↗ 200 | ↗ 289 | ↘ 278 | ↗ 310 |

## История
Впервые деревня упоминается в 1241 году в датской поземельной книге  (Jalkemæcæ). Согласно книге, поселение составляло 6 сох и изначально принадлежала Ивару Тагесену (Ivar Tagesen), датскому политическому деятелю середины XIII века, а затем Герману Футу (Herman Foot), вассалу Ордена меченосцев, комтуру Ревеля. Название деревни предположительно происходит от герба Германа Фута, на котором были изображены три ноги (эст. jälg — «след», эст. mägi ~ mäe — «гора»). В шведские времена деревня принадлежала шведской короне.
Позднее в деревне была основана мыза Елгимяги (нем. Jelgimeggi, Ялгимяэ, эст. Jälgimäe mõis) — побочная мыза рыцарской мызы Фридрихсгоф (нем. Friedrichshof, Сауэ, эст. Saue mõis). 2 февраля 1656 года владелец мызы, Эвольд фон Шаренберг продал её Дитриху фон Капеллу, после чего мыза стала самостоятельной. В деревне работали водочная фабрика и кирпичный завод.
В 1765 году мызу приобрёл Детлоф Йоганн фон Дерфельден, в 1796 году она отошла Карлу Фридриху фон Ребиндеру (Karl Friedrich von Rehbinder). С 1821 и до земельной реформы 1919 года мыза Елгимяги принадлежала семейству Гленов (Glehn). 
В 1866 году, во время Эстляндской губернии, на основе земель мызы Елгимяги была создана волость Ялгимяэ, которая просуществовала до 1891 года и была объединена с волостью Сауэ.
В 1920-х годах, в результате национализации большей части мызных земель, на землях бывшей мызы сформировалось поселение Ялгимяэ (эст. Jälgimäe asundus). 5 декабря 1945 года, после прихода советской власти, оно вошло в состав Пяэскюлаского сельсовета, который в 1954 году был объединён с Сауэским и Йигисооским сельсоветами. В 1977 году поселение Ялгимяэ получило статус деревни.
В советское время Ялгимяэ располагалась на землях Опорно-показательного совхоза «Саку». До 1976 года в деревне работала школа, которая была основана в 1873 году.
На территории Ялгимяэ был найден жертвенный камень бронзового века и остатки древнего поселения. Оба объекта находятся под охраной государства.

## Транспорт
В Ялгимяэ останавливается рейсовый автобус № 220, следующий из Таллина в Аэспа.
Во время учебного года по рабочим дням в Ялгимяэ останавливаются автобусы местных линий № 11, 21, 22 и 23 (т.н. школьные автобусы).

## Известные уроженцы
На мызе Елгимяги (Ялгимяэ) родились ботаник Пётр фон Глен и основатель Нымме Николай фон Глен.